# Family Circle Cup 2013 - Qualificazioni singolare
Le qualificazioni del singolare  del Family Circle Cup 2013 sono state un torneo di tennis preliminare per accedere alla fase finale della manifestazione. I vincitori dell'ultimo turno sono entrati di diritto nel tabellone principale. In caso di ritiro di uno o più giocatori aventi diritto a questi sono subentrati i lucky loser, ossia i giocatori che hanno perso nell'ultimo turno ma che avevano una classifica più alta rispetto agli altri partecipanti che avevano comunque perso nel turno finale.

## Teste di serie
1. Karolína Plíšková (ultimo turno)
2. Mallory Burdette (qualificata)
3. Kristýna Plíšková (ultimo turno)
4. Sesil Karatančeva (ultimo turno)
5. Teliana Pereira (qualificata)
6. Eugenie Bouchard (qualificata)
7. Zhang Shuai (primo turno)
8. Michelle Larcher de Brito (ultimo turno)

1. Vania King (qualificata)
2. Paula Ormaechea (ultimo turno)
3. Caroline Garcia (qualificata)
4. Nastassja Burnett (qualificata)
5. Jessica Pegula (qualificata)
6. Irina Falconi (primo turno)
7. Julija Bejhel'zymer (primo turno)
8. Grace Min (qualificata)

## Qualificate
1. Vania King
2. Mallory Burdette
3. Caroline Garcia
4. Grace Min

1. Teliana Pereira
2. Eugenie Bouchard
3. Nastassja Burnett
4. Jessica Pegula

## Tabellone qualificazioni

### Legenda
| - Q = Qualificato - WC = Wild card - LL = Lucky loser | - ALT = Alternate - SE = Special Exempt - PR = Protected Ranking | - w/o = Walkover - r = Ritirato - d = Squalificato |

### 1ª sezione
|  | Primo turno | Primo turno       | Primo turno       | Primo turno | Primo turno |  |  | Ultimo turno | Ultimo turno      | Ultimo turno      | Ultimo turno | Ultimo turno |  |
|  |             |                   |                   |             |             |  |  |              |                   |                   |              |              |  |
|  | 1           | Karolína Plíšková | Karolína Plíšková | 6           | 7           |  |  |              |                   |                   |              |              |  |
|  |             | Alison Riske      | Alison Riske      | 3           | 5           |  |  | 1            | Karolína Plíšková | Karolína Plíšková | 4            | 2            |  |
|  |             | Arina Rodionova   | Arina Rodionova   | 1           | 3           |  |  | 9            | Vania King        | Vania King        | 6            | 6            |  |
|  | 9           | Vania King        | Vania King        | 6           | 6           |  |  |              |                   |                   |              |              |  |

### 2ª sezione
|  | Primo turno | Primo turno         | Primo turno        | Primo turno | Primo turno |  |  | Ultimo turno | Ultimo turno     | Ultimo turno     | Ultimo turno | Ultimo turno |  |
|  |             |                     |                    |             |             |  |  |              |                  |                  |              |              |  |
|  | 2           | Mallory Burdette    | Mallory Burdette   | 7           | 6           |  |  |              |                  |                  |              |              |  |
|  |             | Valerija Solov'ëva  | Valerija Solov'ëva | 63          | 2           |  |  | 2            | Mallory Burdette | Mallory Burdette | 6            | 6            |  |
|  | WC          | Louisa Chirico      | 2                  | 7           | 6           |  |  | WC           | Louisa Chirico   | Louisa Chirico   | 4            | 1            |  |
|  | 15          | Julija Bejhel'zymer | 6                  | 63          | 3           |  |  |              |                  |                  |              |              |  |

### 3ª sezione
|  | Primo turno | Primo turno       | Primo turno       | Primo turno | Primo turno |  |  | Ultimo turno | Ultimo turno      | Ultimo turno      | Ultimo turno | Ultimo turno |  |
|  |             |                   |                   |             |             |  |  |              |                   |                   |              |              |  |
|  | 3           | Kristýna Plíšková | Kristýna Plíšková | 6           | 6           |  |  |              |                   |                   |              |              |  |
|  |             | Chiara Scholl     | Chiara Scholl     | 0           | 1           |  |  | 3            | Kristýna Plíšková | Kristýna Plíšková | 2            | 1            |  |
|  | WC          | Sanaz Marand      | 6                 | 3           | 0           |  |  | 11           | Caroline Garcia   | Caroline Garcia   | 6            | 6            |  |
|  | 11          | Caroline Garcia   | 4                 | 6           | 6           |  |  |              |                   |                   |              |              |  |

### 4ª sezione
|  | Primo turno | Primo turno       | Primo turno   | Primo turno | Primo turno |  |  | Ultimo turno | Ultimo turno      | Ultimo turno      | Ultimo turno | Ultimo turno |  |
|  |             |                   |               |             |             |  |  |              |                   |                   |              |              |  |
|  | 4           | Sesil Karatančeva | 3             | 6           | 6           |  |  |              |                   |                   |              |              |  |
|  |             | Catalina Castaño  | 6             | 2           | 4           |  |  | 4            | Sesil Karatančeva | Sesil Karatančeva | 1            | 3            |  |
|  |             | Shelby Rogers     | Shelby Rogers | 64          | 2           |  |  | 16           | Grace Min         | Grace Min         | 6            | 6            |  |
|  | 16          | Grace Min         | Grace Min     | 7           | 6           |  |  |              |                   |                   |              |              |  |

### 5ª sezione
|  | Primo turno | Primo turno     | Primo turno     | Primo turno | Primo turno |  |  | Ultimo turno | Ultimo turno    | Ultimo turno    | Ultimo turno | Ultimo turno |  |
|  |             |                 |                 |             |             |  |  |              |                 |                 |              |              |  |
|  | 5           | Teliana Pereira | Teliana Pereira | 6           | 6           |  |  |              |                 |                 |              |              |  |
|  |             | Jennifer Elie   | Jennifer Elie   | 2           | 2           |  |  | 5            | Teliana Pereira | Teliana Pereira | 7            | 6            |  |
|  | WC          | Victoria Duval  | 6               | 3           | 3           |  |  | 10           | Paula Ormaechea | Paula Ormaechea | 5            | 2            |  |
|  | 10          | Paula Ormaechea | 3               | 6           | 6           |  |  |              |                 |                 |              |              |  |

### 6ª sezione
|  | Primo turno | Primo turno              | Primo turno              | Primo turno | Primo turno |  |  | Ultimo turno | Ultimo turno             | Ultimo turno             | Ultimo turno | Ultimo turno |  |
|  |             |                          |                          |             |             |  |  |              |                          |                          |              |              |  |
|  | 6           | Eugenie Bouchard         | Eugenie Bouchard         | 7           | 6           |  |  |              |                          |                          |              |              |  |
|  |             | Katalin Marosi           | Katalin Marosi           | 5           | 2           |  |  | 6            | Eugenie Bouchard         | Eugenie Bouchard         | 6            | 6            |  |
|  |             | Paula Cristina Gonçalves | Paula Cristina Gonçalves | 6           | 6           |  |  |              | Paula Cristina Gonçalves | Paula Cristina Gonçalves | 1            | 0            |  |
|  | 14          | Irina Falconi            | Irina Falconi            | 4           | 4           |  |  |              |                          |                          |              |              |  |

### 7ª sezione
|  | Primo turno | Primo turno       | Primo turno       | Primo turno | Primo turno |  |  | Ultimo turno | Ultimo turno      | Ultimo turno | Ultimo turno | Ultimo turno |  |
|  |             |                   |                   |             |             |  |  |              |                   |              |              |              |  |
|  | 7           | Zhang Shuai       | 6                 | 0           | 2           |  |  |              |                   |              |              |              |  |
|  |             | Petra Rampre      | 1                 | 6           | 6           |  |  |              | Petra Rampre      | 3            | 6            | 4            |  |
|  |             | Ashleigh Barty    | Ashleigh Barty    | 1           | 1           |  |  | 12           | Nastassja Burnett | 6            | 4            | 6            |  |
|  | 12          | Nastassja Burnett | Nastassja Burnett | 6           | 6           |  |  |              |                   |              |              |              |  |

### 8ª sezione
|  | Primo turno | Primo turno               | Primo turno               | Primo turno | Primo turno |  |  | Ultimo turno | Ultimo turno              | Ultimo turno              | Ultimo turno | Ultimo turno |  |
|  |             |                           |                           |             |             |  |  |              |                           |                           |              |              |  |
|  | 8           | Michelle Larcher de Brito | Michelle Larcher de Brito | 6           | 6           |  |  |              |                           |                           |              |              |  |
|  | WC          | Hayley Carter             | Hayley Carter             | 4           | 1           |  |  | 8            | Michelle Larcher de Brito | Michelle Larcher de Brito | 64           | 3            |  |
|  |             | Jill Craybas              | Jill Craybas              | 2           | 2           |  |  | 13           | Jessica Pegula            | Jessica Pegula            | 7            | 6            |  |
|  | 13          | Jessica Pegula            | Jessica Pegula            | 6           | 6           |  |  |              |                           |                           |              |              |  |